# NGC 6428
NGC 6428 је двојна звезда у сазвежђу Херкул која се налази на NGC листи објеката дубоког неба.
Деклинација објекта је + 25° 33' 18" а ректасцензија 17h 43m 52,4s. Привидна величина (магнитуда) објекта NGC 6428 износи 13,4.